# Aeroporto Internazionale di New Orleans-Louis Armstrong
L'aeroporto Internazionale di New Orleans Louis Armstrong (in inglese Louis Armstrong New Orleans International Airport) (IATA: MSY ICAO: KMSY FAA: MSY), conosciuto anche come Louis Armstrong International Airport e New Orleans International Airport ed inizialmente chiamato Moisant Field, è situato nei pressi di Kenner ed è il principale aeroporto commerciale per la città di New Orleans.

## Incidenti
- Il 16 novembre 1959 il volo National Airlines 967, un Douglas DC-7 in volo da Tampa a New Orleans si schiantò nel Golfo del Messico. Tutti i 42 passeggeri e l'equipaggio sono rimasti uccisi.
- Il 25 febbraio 1964, il volo Eastern Air Lines 304 operava con un Douglas DC-8 in volo dall'aeroporto internazionale di New Orleans all'aeroporto internazionale di Washington Dulles e si schiantò nove minuti dopo il decollo. Tutti i 51 passeggeri e 7 membri dell'equipaggio sono deceduti.
- Il 30 marzo 1967, il volo Delta Air Lines 9877, un Douglas DC-8-51, un esercizio di addestramento con 6 membri dell'equipaggio a bordo, si schiantò durante l'avvicinamento all'MSY alle 00:50 del fuso orario centrale dopo aver simulato un avvicinamento con due motori, con conseguente perdita di controllo. Tutti i 6 membri dell'equipaggio e 13 a terra sono stati uccisi. Il DC-8 si è schiantato in una zona residenziale, distruggendo diverse case e un complesso di motel.
- Il 20 marzo 1969, il Douglas DC-3 N142D, noleggiato da Avion Airways per un charter privato, si schiantò durante l'atterraggio, uccidendo 16 dei 27 passeggeri e membri dell'equipaggio a bordo. L'aereo stava effettuando un volo passeggeri nazionale non di linea dall'aeroporto Internazionale di Memphis, in Tennessee.
- Il 9 luglio 1982, il volo Pan Am 759, in viaggio da Miami a San Diego, partì da New Orleans diretto a un secondo scalo a Las Vegas. L'aereo di linea Boeing 727-200 è decollato dalla pista est-ovest (pista 10/28) viaggiando verso est ma non ha mai guadagnato un'altitudine superiore a 46 m. L'aereo ha percorso 1405 m oltre la fine della pista 10, colpendo alberi lungo il percorso, fino a schiantarsi contro un quartiere residenziale. Morirono complessivamente 153 persone (tutte le 145 a bordo e 8 a terra). L'incidente è stato, all'epoca, il secondo disastro dell'aviazione civile più mortale nella storia degli Stati Uniti. Il National Transportation Safety Board ha stabilito che la causa probabile era l'incontro dell'aereo con un wind shear indotto da un microburst durante il decollo. Questa condizione atmosferica ha creato una corrente discendente e un vento contrario in diminuzione costringendo l'aereo verso il basso. Le moderne apparecchiature di rilevamento del wind shear che proteggono i voli da tali condizioni sono ora installate sia a bordo degli aerei che nella maggior parte degli aeroporti commerciali, incluso New Orleans-Louis Armstrong.
- Il 24 maggio 1988, il volo TACA 110 fu costretto a planare senza alimentazione e ad effettuare un atterraggio di emergenza in cima a un argine a est dell'aeroporto internazionale di New Orleans dopo che entrambi i motori del Boeing 737-300 si erano spenti a causa di un forte temporale. Non ci sono state vittime e l'aereo è stato successivamente riparato e rimesso in servizio.
- Il 4 aprile 2011, il volo United Airlines 497 in volo da New Orleans a San Francisco ha effettuato un atterraggio di emergenza a New Orleans dopo che del fumo è entrato nella cabina di pilotaggio a causa di un guasto elettrico. L'aereo è uscito di pista durante l'atterraggio, riportando lievi danni. Tutte le 109 persone a bordo hanno evacuato l'aereo. Non si sono registrati feriti.